# داوودیه (دهوک)
داوودیه (به عربی: داؤدیة) یک منطقهٔ مسکونی در عراق است که در اقلیم کردستان عراق واقع شده‌است.